# ロルモン
ロルモン（Lormont、オック語:Larmont）は、フランス南西部ヌーヴェル＝アキテーヌ地域圏ジロンド県のコミューン。

## 由来
ロルモンは Laureamontus または Laureomonte と呼ばれていた。のちには「ゲッケイジュの山」を意味するMons Laureusと呼ばれた。ゲッケイジュはガリア人にとって聖なる茂みであった。ローマ人にとってはアポロ神と勝利の印であった。ケルト人はゲッケイジュを不死の象徴とみなしていた。フランス革命までは、tの字をとったLormonとなっていた。

## 地理
ガロンヌ川右岸にある。ボルドーの北約6kmに位置する。1968年のボルドー都市共同体創設までは、長い間ボルドー郊外の小さなまちであった。現在は多様な交通機関や道路が行き交う忙しい地である。

## 歴史
778年頃、カール大帝とローランはサン＝マルタン教会を建てた。1000年代にアキテーヌ公が最初の城をロルモンにつくり、この城にはアリエノール・ダキテーヌも滞在した。1152年、ロルモンの北半分は大司教の領地となり、残り半分はボルドーに依存した。まちは長い間、ブドウの栽培、漁業、港を通過する旅行客の存在で繁栄していた。しかし、飢饉、ペスト流行、スペイン艦隊の侵攻でまちは荒廃している。1570年にはユグノーがまちに火を放って教会が焼かれた。
1751年、トゥルニーがパリ-ボルドー間の道路を整備した。ロルモンはボルドー郊外最大のまちとなった。
19世紀、ボルドー住民は日曜の余暇を過ごす土地としてロルモンを訪れたので、ギャンゲットや酒場ができた。
1960年代、都市建設やアキテーヌ橋工事でロルモンは大きな転換点を迎えた。2000年代にはボルドー・トラムの路線が引かれた。

## 人口統計
| 1962年 | 1968年 | 1975年 | 1982年 | 1990年 | 1999年 | 2006年 | 2009年 |
| ------ | ------ | ------ | ------ | ------ | ------ | ------ | ------ |
| 5976   | 10774  | 18719  | 20910  | 21591  | 21343  | 21100  | 19955  |

1968年以降はINSEEによる

## 出身者
- クリストフ・デュガリー - サッカー選手
- ベノワ・トレムリナス - サッカー選手
- サリフ・サネ - サッカー選手

## 姉妹都市
- カステルデフェルス、スペイン